# Odontochilus elwesii
Odontochilus elwesii là một loài thực vật có hoa trong họ Lan. Loài này được C.B.Clarke ex Hook.f. mô tả khoa học đầu tiên năm 1890.